# 제20회 일본 중의원 의원 총선거
제20회 일본 중의원의원 선거는 1937년 2월 내각총리대신에 임명된 센쥬로 하야시 장군이 의회를 해산하면서 재소집을 위해 치러진 선거다.

## 선거 결과
의석
| 정당       | 의석수 |
| ---------- | ------ |
| 입헌민정당 | 179석  |
| 입헌정우회 | 175석  |
| 사회대중당 | 36석   |
| 쇼와회     | 18석   |
| 국민동맹   | 11석   |
| 동방회     | 11석   |
| 기타       | 36석   |
| 합계       | 466    |